# Міст через річку Янцзи в Цзінчжоу
Міст Цзінчжоу — це великий мостовий комплекс, що перетинає річку Янцзи на південь від центру міста Цзінчжоу, провінція Хубей. Міст має два основних вантових прогони (північний і південний) довжиною 500 і 305 метрів відповідно. Міст має дев'ять прогонів коробчатих балок між двома великими прогонами з вантовими опорами, кожна розміром 151 метр. Міст має чотири смуги швидкісної автомагістралі G55 Еренхот–Гуанчжоу.
| Прапор КНР | Це незавершена стаття про КНР. Ви можете допомогти проєкту, виправивши або дописавши її. |